# FTTLA
FTTLA , parfois appelé commercialement « THD », est un sigle du terme anglais Fiber to the last amplifier ou 
Fiber to the last active, signifiant littéralement en français « fibre jusqu'au dernier amplificateur ». C'est une technique utilisée pour fournir l'accès à Internet aux particuliers ; les réseaux câblés pouvant utiliser plusieurs amplificateurs, le FTTLA vise à remplacer le câble coaxial jusqu'au dernier équipement actif (le plus proche de l'abonné) par de la fibre optique. Il s'agit d'une technique hybride (HFC : hybride fibre coaxial) visant à réutiliser les réseaux de télévision par câble existants notamment pour la partie terminale en installant de la fibre optique au plus près de l'abonné tout en utilisant le câble coaxial pour les derniers mètres jusqu'à l'abonné. Pour transporter les données Internet à haut débit, la technique DOCSIS est utilisée.
Le FTTLA permet l'accès à internet à très haut débit avec des investissements plus faibles pour le FAI qu'une installation pure fibre optique (FTTH), car il n'est pas nécessaire de recâbler les immeubles et appartements déjà équipés pour la télévision par câble.

## Déploiements FTTLA
En France :
- Numericable, devenu ensuite SFR, déploie progressivement à partir de 2006 son offre FTTLA[3] dans toutes les villes desservies par des réseaux câblés en coaxial. Puis arrête ses déploiements Hybride Fibre Coaxial et FTTLA au profit du FTTH à partir de 2016. Entre 2013 et 2017, Bouygues Telecom avait un partenariat avec Numericable pour le déploiement d'une offre FTTLA, dite « THD »[4].
- RED by SFR propose une offre FTTLA dite « THD » en complément d'une offre FTTH dite « Fibre ».
- OrneTHD[5] (Société publique locale de télécommunications) exploite et modernise un réseau FTTLA intercommunal en Moselle[6].